# Singolare
Il singolare è in linguistica una declinazione di alcune parti del discorso che indica il numero quando una certa quantità è numericamente equivalente all'unità. Il singolare è in uso in numerosi idiomi, in particolare in lingua italiana e tedesca è il contrario del plurale.
Esempi per i diversi numeri nei sostantivi italiani:
- una scuola (singolare) - due o più scuole (plurale)
- un tavolo particolare (singolare) - due o più tavoli particolari (plurale)
- un uovo cotto (singolare) - due o più uova cotte (plurale)